# ベイルート-ダマスカス鉄道D形蒸気機関車

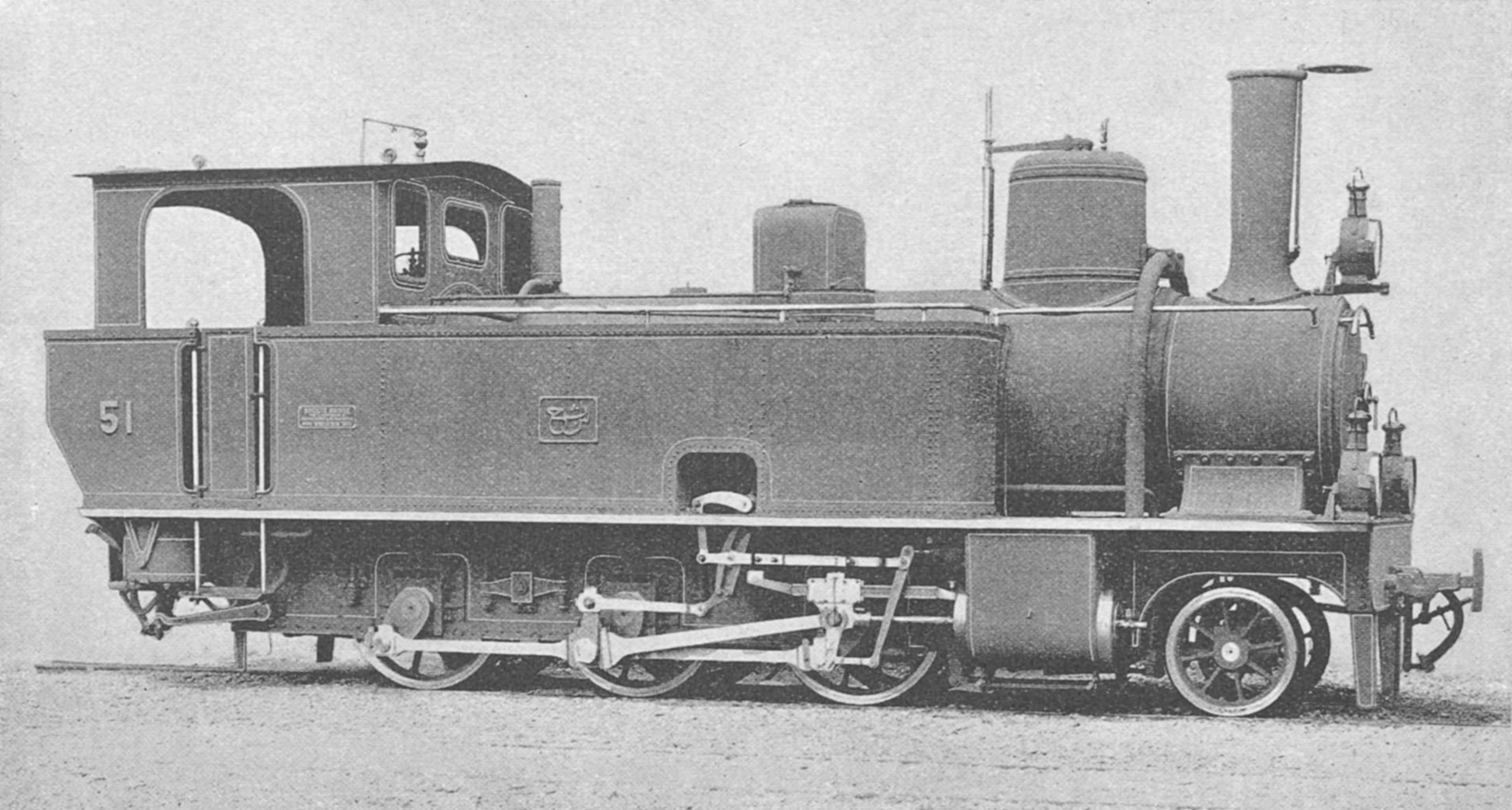
ベイルート-ダマスカス鉄道D形蒸気機関車、メーカーであるSLMの公式写真

ベイルート-ダマスカス鉄道D形蒸気機関車（ベイルート-ダマスカスてつどうDがたじょうききかんしゃ）は、レバノンとシリア間にまたがるベイルート-ダマスカス鉄道で使用された山岳鉄道用蒸気機関車である。

## 概要
1891年フランスに設立されたSociété des Chemins de fer Ottomans économiques de Beyrouth-Damas-Hauran（1893年にSociété Ottomane du Chemin de fer Damas–Hamah et prolongements (DHP)に社名変更）によって、当時オスマン帝国であった現在のレバノンのベイルートから現在のシリアのダマスカス に至る1050mm軌間のラック式山岳鉄道として建設された路線である通称ベイルート-ダマスカス鉄道は、標高2500-3000m級の山々が連なるレバノン山脈とアンチレバノン山脈の二つの山脈を超えるため、全144.5kmの路線のうち、34kmが最急勾配70パーミルのアブト式ラック区間となっており、使用する機材としてラック式の蒸気機関車と粘着式の蒸気機関車とを並行して導入することとなり、ラック式/粘着式併用のB形とともに導入された粘着式専用の機体が本項で記述するD形である。
ベイルート-ダマスカス鉄道が計画・建設されていた当時は、ヨーロッパにおいても営業している粘着/ラック式併用の鉄道はまだ少なく、導入される機関車の事例も限られたものであったが、その中で同鉄道ではラック式のB形をラック式鉄道車両で実績を積みつつあったスイスのSLMに発注し、本形式についても併せて同じSLMに発注することとなったものであり、車軸配置1’Cの同社製蒸気機関車でベストセラーとなったシリーズの1機種となっている。このシリーズは容量確保のため機関車の前端部まで配置されたボイラーと、その結果煙突から大きく後方へずれた位置に配置されたシリンダーを特徴とし、軽軸重と良好な曲線通過性能を有するタンク式の機体であり、1875年にスイス国民鉄道向けに製造されたEb3/4形およびEd3/4形がSLMでは初めて製造されたものとされている。その後、特に軌間1000mmクラスの機体がイタリアのサルディーニャ鉄道の29形（1888年製、2機）、サルディーニャ第二鉄道の1形（1890年製、46機）やスイスのレーティッシュ鉄道のG3/4形（1889年製、16機）などをベースとして 各国向けにさまざまなディメンションでほぼ同一スタイルの機体が生産されたものであり、日本においても奈良鉄道が6-12号機として7機を導入し、その後鉄道省の2800形となっている。
本形式は、ベイルート-ダマスカス鉄道開業に際して51-56号機の6機が1893-94年に導入されたており、SLM製番は本形式と並行して製造された同じSLM製B形1-8号機の製番841-848に引続くものとなっている。本形式のそれぞれの機番とSLM製番、製造年は下記の通りである。
- 51 - 849 - 1893年
- 52 - 850 - 1893年
- 53 - 851 - 1894年
- 54 - 852 - 1894年
- 55 - 853 - 1894年
- 56 - 854 - 1894年

## 仕様
本形式は、機関車の台枠前端ぎりぎりまでに配置されたボイラーと1'Cの車軸配置を特徴とするSLM社製標準型タンク機関車であり、そのデザインについても煙室扉周りや運転室周りを始め、全体にシンプルなスイス製蒸気機関車の標準的なスタイルとなっている。

### 走行装置
- 主台枠は20mm厚鋼板を左右1300mm間隔（内寸1280mm）に配置した外側台枠式の板台枠、ボイラ台とシリンダブロックは鋳鉄製で、動輪と従輪を車軸配置1'Cに配置しており、動輪は1000mm軌間のSLM標準型の標準である1050mm径、先輪も同様の900mm径のいずれもスポーク車輪となっている。また、弁装置はワルシャート式で、主動輪は第2動輪に設定されてサイドロッドで他の軸へ伝達する方式となっている。本形式は、ボイラーの煙室が先輪の上部に位置しており、シリンダ中心が煙突中心より後方の蒸気溜めとほぼ同一中心に位置しているが、加減弁からの蒸気は蒸気溜の前部からボイラー外部に配置された蒸気管を経由してシリンダに供給され、シリンダの排気は台枠内に配置された蒸気管を経由して煙突に排気される、このシリーズ初期の機体の標準的な構造となっている。

### ボイラー・その他
- ボイラーは全伝熱面積が80.40m2の飽和蒸気式であり、石炭はキャブ後方の炭庫へ、水はサイドタンク式の水タンクへ搭載され、後年に重油や軽油等の専燃に改造された機体もある。
- 機関車正面には煙突前部に1箇所とデッキ上左右、後部は炭庫上部と下部左右の各3箇所に丸型の引掛式の前照灯が設置されており、当初はオイルランプであったが、後に電灯式となっている。連結器は緩衝器を中央、その左右にフックとリングを装備したねじ式連結器となっており、併せて真空ブレーキ用の連結ホースを装備している。なお、本形式とB形はほぼ同時に製造されたものであるが、本形式はSLM標準型の機体をベースにしており、B形とは先輪/従輪の径、ボイラー上の砂箱、運転室窓、シリンダーのカバーなど各部の形状が若干異なるものとなっている。
- ブレーキ装置は反圧ブレーキ、手ブレーキ及び真空ブレーキである。基礎ブレーキ装置は第1から第3の各動輪に片押式の踏面ブレーキが装備されている。

### 主要諸元
- 軌間：1050mm
- 方式：2シリンダ、飽和蒸気式タンク機関車
- 軸配置：1'C
- 最大寸法：全長8330mm、全幅2740mm、全高3730mm
- 全軸距：2200+1400+1400=5000mm
- 固定軸距：1400+1400=2800mm
- 動輪径：1050mm
- 先輪径：900mm
- 自重：自重/運転整備重量：30.70t/40.00t[8]
- 粘着重量：30.0t
- ボイラー
  - 火格子面積/全伝熱面積：1.4m2/80.40m2
  - 使用圧力：12kg/cm2
- 走行装置
  - シリンダ：380mm×550mm（径×ストローク）
  - 弁装置：ワルシャート式
- 牽引力：約49kN
- 牽引トン数：80t（列車トン数120t）
- 最高速度：30km/h
- ブレーキ装置：手ブレーキ、真空ブレーキ、反圧ブレーキ
- 水搭載量：5m3
- 石炭搭載量：2.5t

## 運行・廃車

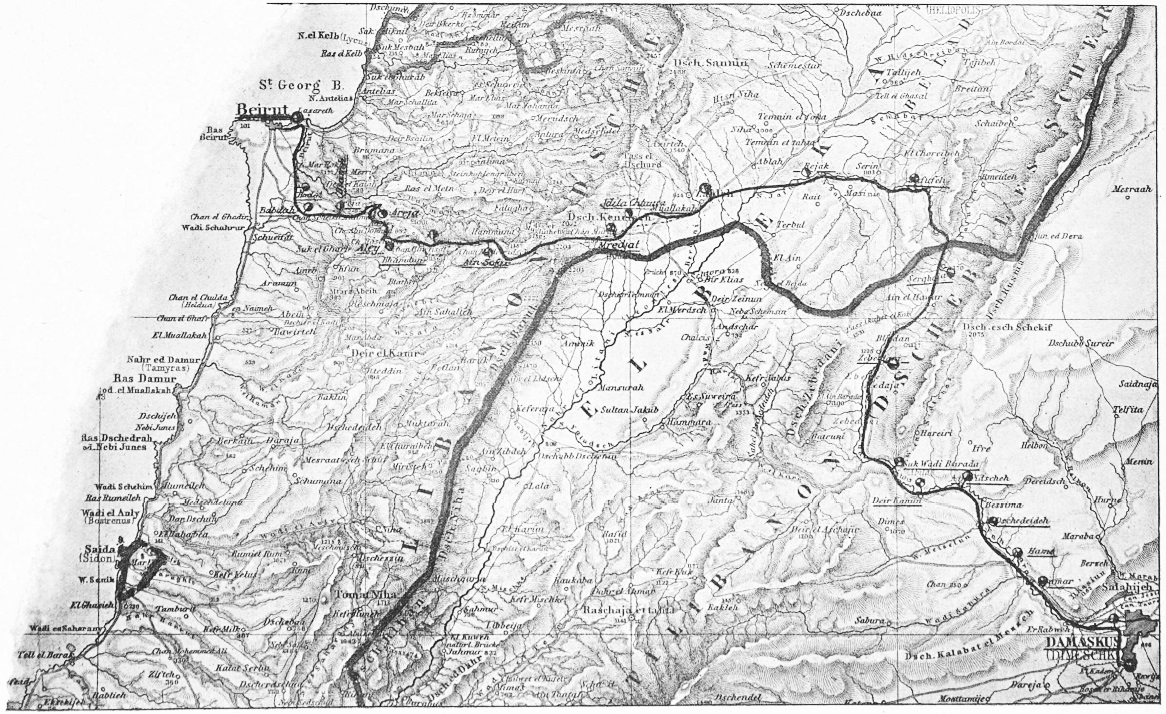
ベイルート-ダマスカス鉄道の路線図

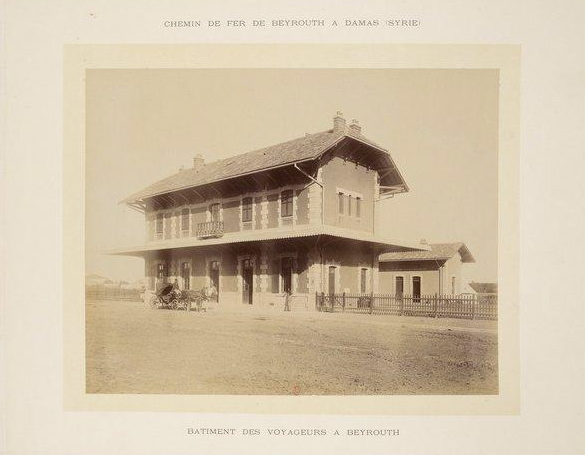
開業当時のベイルート駅、1895年

- ベイルート-ダマスカス鉄道は、地中海沿岸の港町で古くから貿易で繁栄した現レバノンの首都ベイルートから内陸の古都で現シリアのダマスカスを結ぶ全長147km、時期によって異なるが開業時は全23駅の路線で、途中最高峰が3086mのレバノン山脈と最高峰2814mのアンチレバノン山脈、その間の標高約900mのベッカー高原を超える山岳路線となっている。そのため、粘着区間で最急勾配25パーミル、ラック区間で最急勾配70パーミルとなっており、湾岸のベイルートからレバノン山脈を34kmのラック区間とChouit-Araye駅とAley駅の2箇所のスイッチバックによって37.5km地点で標高1478mのMedeireijeでレバノン山脈を越え、その後、標高約900mのベッカー高原を横断してアンチレバノン山脈を登る80km地点付近で現在のレバノン-シリア国境を越え、同山脈を粘着区間のみで90.9km地点、標高1380mで超えて標高700mのダマスカスに至っている。途中ベッカー高原など標高の高い区間は降雪地帯であり、特にレバノン山脈とアンチレバノン山脈の標高の高い区間は多くの降雪があり、必要に応じてスノーシェッドも設置されているほか、本形式などの機関車の前頭部に大型のスノープラウを設置して運行されることもあった。また、本鉄道は途中現レバノンのリヤークで1435mm軌間のアレッポ、バグダード鉄道方面の路線と、ダマスカスで1050mm軌間のヒジャーズ鉄道およびハウラン鉄道とそれぞれ接続していた。なお、1050mmという軌間は1894年に開業したダマスカス - Muzeirib間や、同時に建設されていたベイルート-ダマスカス鉄道以降、ヒジャーズ鉄道などにも引き継がれたこの地域の狭軌鉄道独特のものであったが、この軌間を採用した理由については設計もしくは建設途上におけるミスなどによるものという説なども含めいくつかの推論が挙げられているが明らかにはなっていない。
- 1895年8月のベイルート-ダマスカス鉄道の開業に際しては本形式を含む14機の蒸気機関車のほか、客車20両、貨車73両で運行を開始しており、開業当初は旅客列車1往復、貨物列車2往復を基本として季節に応じてこれに加えて列車が設定されており、全線の所要時間は12時間であった。1896年時点の年間輸送量は旅客約150千人、貨物約80千tであったが、その後列車交換の工夫などにより、1898年のダイヤでの全線の所要時間は約9時間となっており、この頃には年間旅客約350千人、貨物150千tにまで増大していた。なお、開業時に用意された機材の内訳は以下の通り。
  - ラック式蒸気機関車：B形1-8号機、8機
  - 粘着式蒸気機関車：D形51-56号機、6機
  - 客車：2軸1等/2等合造車10両、2軸2等車7両、3軸3等車18両[9]
  - 貨車：2軸荷物車11両、2軸有蓋車66両、2軸無蓋車108両、2軸平物車26両
- その後ベイルート-ダマスカス鉄道ではより大型で牽引力の高い粘着区間専用機として、当時のザクセン王国のザクセン機械工場[10]製で車軸配置 (B)B1'でマレー式のC形61-62号機を1906年に導入し、ラック式蒸気機関車についても、車軸配置D1'zzのA形31-37号機および同じくEzzのS形301-307号機の計14機を1906年および1924-40年に導入して輸送力の増強を図るとともに、B形の3、4、5、8号機の4機を1949年頃までにラック式駆動装置を撤去して粘着区間専用に改造して、形式名もB形からBa形に変更している。なお、本形式の52号機は1918年に、B形の1、9、11号機の3機については1925年頃までに廃車となっている[11]。
- 1956年にシリアの鉄道が国有化されて1965年1月1日シリア国鉄[12]が、1960年[13]にはレバノン国鉄[14]がそれぞれ発足し、ベイルート-ダマスカス鉄道の運行をDHPから引き継いでおり、機材についてもそれぞれの所属となっている。本形式は当時残存していた51、53-56号機の全5機が、C形の61、62号機、Ba形の3-5号機とともにシリア国鉄の所有となっている。なお、B形、Ba形の2II、6-8、10、12号機の6機と、A形とS形の全機がレバノン国鉄の所有となり、旧番号を引継いで運行されていたが、1975年に勃発したレバノン内戦の影響により、ベイルート-ダマスカス鉄道のレバノン側は1976年には運行を停止したとされており、一部機体は現在でもベイルート・コダー駅やリヤーク駅隣接の車庫内に放置されたままとなっている。
- シリア国鉄に引き継がれた旧D形51、53-56号機は751-755号機に改番されて、ベイルート-ダマスカス鉄道のレバノン側区間の運行停止後も残ったダマスカス - Serghaya間で同じく旧Ba形の3-5号機である803-805号機や、旧C形61-62号機である961-962号機、旧ヒジャーズ鉄道機などとともに運行されており、2000年代前後の次点では751、754、755号機の3機が運行されていた。その後、ベイルート-ダマスカス鉄道は2010年代でも一部区間が主に観光列車として運行されているものの本形式の使用状況は不明確であり、廃線に列車が運行されることもあって運行区間も不明瞭であるが、旧54号機である753号機は2008年にダマスカスのカダム駅および工場に併設する形で開設されたヒジャーズ鉄道博物館で、803号機や961号機ほか約20機の蒸気機関車とともに静態保存された。